# Albert Martmöller
Albert Martmöller (* 21. Dezember 1876 in Annen bei Witten; † 27. Dezember 1953 ebenda) war ein deutscher Gewerkschafter und Sozialdemokrat.

## Ausbildung und Beruf
Albert Martmöller besuchte die Volksschule und die Mittelschule. Er war Bergmann und Gewerkschaftsangestellter.
1904 wurde er Mitglied der SPD. Von 1897 bis 1933 übte er Tätigkeiten in der Gewerkschaft aus. Ab 1918 wirkte er als Bezirksleiter und von 1921 bis 1933 war er Mitglied des Vorstandes des Bergarbeiterverbandes, von 1929 bis 1933 Mitglied des Vorläufigen Reichswirtschaftsrates sowie Mitglied des Reichskalirates. Von 1926 bis 1933 war Martmöller Mitglied des Reichskohlenrates. Während der NS-Diktatur war er Repressalien durch die Gestapo ausgesetzt. 1933 wurde er verhaftet und aus allen Ämtern entlassen.

## Politik
Ab 1945 war Martmöller Stadtverordneter der Stadt Witten und von Februar 1946 bis Oktober 1950 sowie erneut von 1952 bis 1953 Oberbürgermeister der Stadt. Ferner war er ab 1946 Mitglied des Provinzialrates Westfalen.
Albert Martmöller war vom 2. Oktober 1946 bis zum 19. April 1947 Mitglied des 1. und 2. Ernannten Landtags von Nordrhein-Westfalen. Im Anschluss war er bis zu seinem Tode am 27. Dezember 1953 direkt gewähltes Mitglied des 1. und 2. Landtags von Nordrhein-Westfalen für den Wahlkreis 122 Witten.
Heute trägt das Albert-Martmöller-Gymnasium in Witten seinen Namen.